# Kuwait nos Jogos Olímpicos de Verão de 1972
O Kuwait participou dos Jogos Olímpicos de Verão de 1972 em Munique, Alemanha Ocidental.

## Resultados por Evento

### Atletismo
100m masculino
- Younis Rabee
  - Primeira Eliminatória — 11.20s (→ não avançou)

Revezamento 4x100m masculino
- Abdulazeez Abdulkareem, Malik Murdhi, Mohammad Mobarak, e Younis Rabee
  - Eliminatória — DNF (→ não avançou)

### Natação
100m livre masculino
- Abdalla Zeyab
  - Eliminatória — 1:03.94 (→  não avançou)

200m livre masculino
- Fawzi Irhama
  - Eliminatória — 2:33.75 (→  não avançou)